# Hemmige, Tirumakudal Narsipur
Hemmige là một làng thuộc tehsil Tirumakudal Narsipur, huyện Mysore, bang Karnataka, Ấn Độ.